# PKP ED 74
De PKP ED 74 is een vierdelig elektrisch treinstel met lagevloerdeel voor het intercity personenvervoer van de Polskie Koleje Państwowe (PKP).

## Geschiedenis
In 2006 kreeg PESA de opdracht voor de bouw van elf treinen van het type 16WEk die ontwikkeld waren uit het prototype ED 59 van het type 16WE. De financiering van dit project werd ondersteund door Europees Fonds voor Regionale Ontwikkeling.

## Constructie en techniek
Het treinstel is opgebouwd uit een aluminium frame. Het treinstel is uitgerust met luchtvering. Er kunnen tot vier eenheden gekoppeld worden.

## Treindiensten
Deze treinen worden sinds 24 augustus 2007 door Polskie Koleje Państwowe (PKP) ingezet op het volgend traject.
- Warschau - Łódź
- Warschau - Gdańsk